# Kindersitz

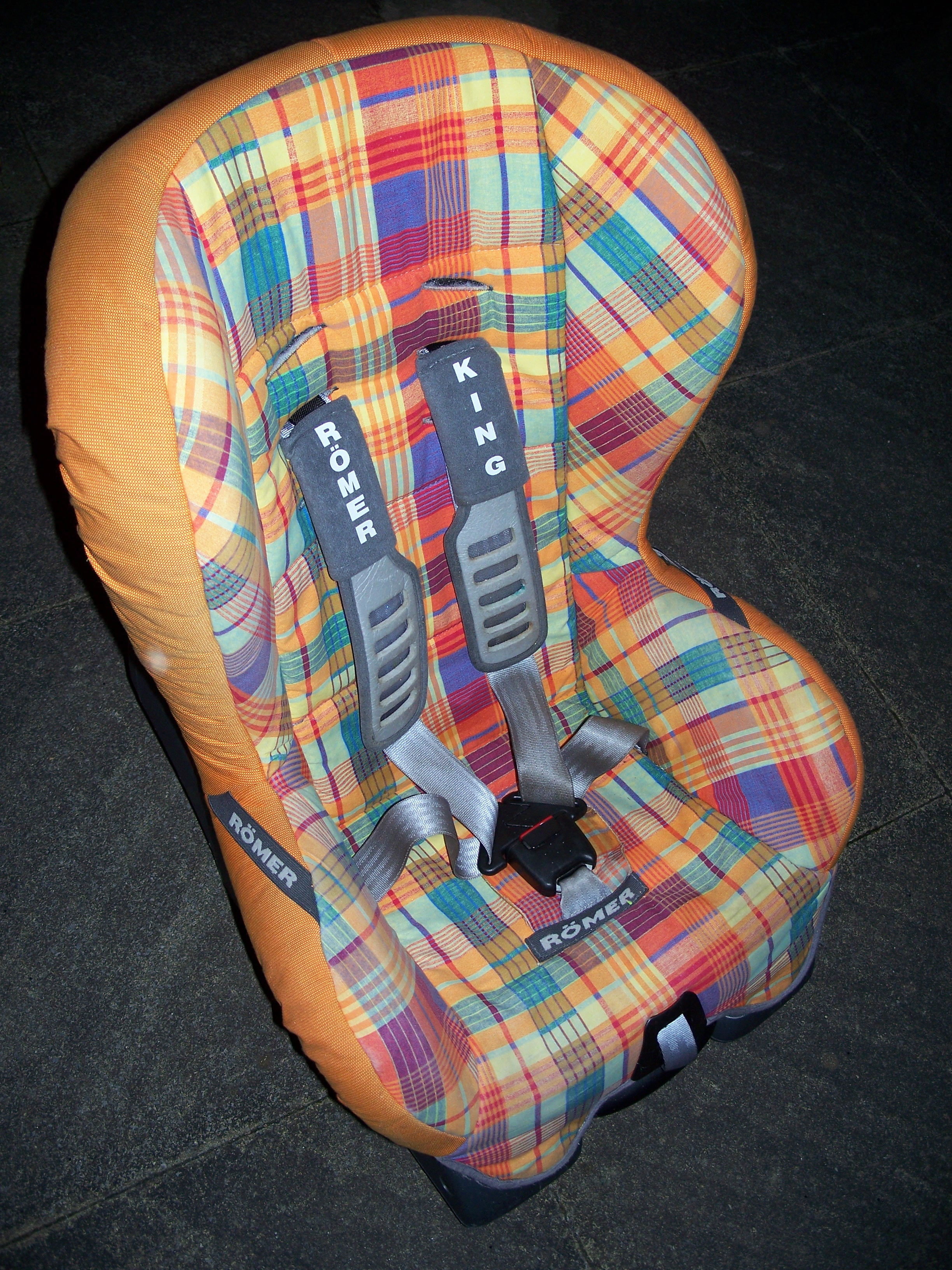
KfZ-Kindersitz Britax Römer der Klasse I (ECE 44/04)

Ein Kindersitz, für Kraftfahrzeuge auch Rückhalteeinrichtung genannt, ist eine an die geringe Körpergröße von Kindern angepasste Sitzgelegenheit. In der Regel wird mit dem Begriff ein Sitz für den sicheren Transport von Kindern in Fahrzeugen oder an Fahrrädern bezeichnet, der Befestigungssysteme für den Sitz und Rückhaltesysteme für das Kind hat oder in Kfz zumindest die Sitzposition des Kindes so erhöht, dass der für den Sitzplatz vorgeschriebene Sicherheitsgurt nicht am Hals entlang, sondern über die Schulter verläuft.

## Fahrräder und Mofa

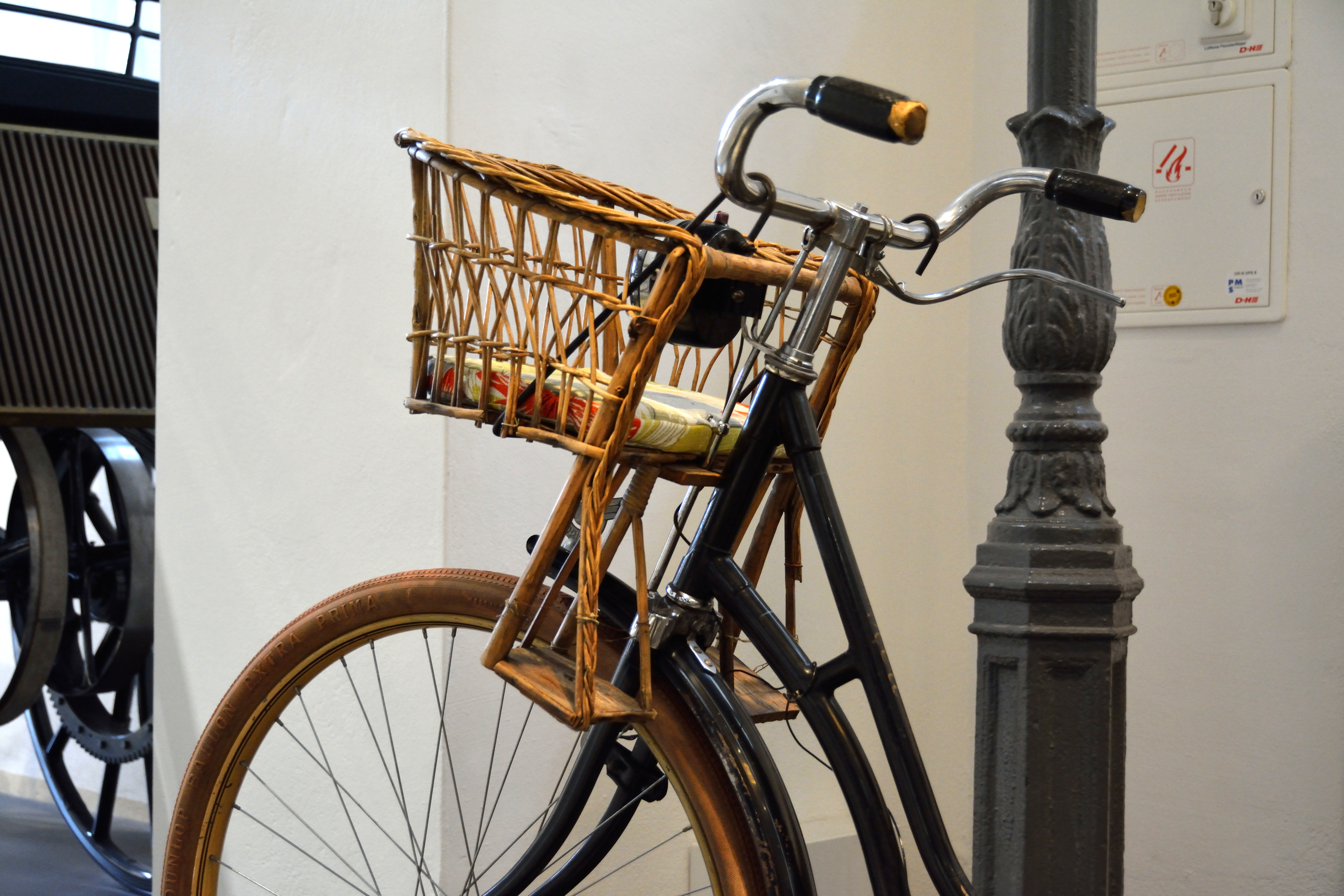
Historischer Fahrrad-Kindersitz (Verkehrsmuseum Dresden)

Auf Fahrrädern und Mofas dürfen in Deutschland Kinder unter sieben Jahren nur von einer mindestens 16 Jahre alten Person mitgenommen werden, wenn ein besonderer Sitz (Kindersitz/Fahrrad) vorhanden ist. Bei dieser Ausführung – entweder am Lenker (Fahrrad) oder am Gepäckträger angebracht – dürfen die Füße der Kinder nicht in die Speichen gelangen können.

## Kraftfahrzeuge

### Einteilung

#### ECE-R 44
| ECE-R 44 Prüfsiegel                                                   | ECE-R 44 Prüfsiegel |
| Kategorie, hier: Semi-Universal (Isofix)                              | ECE-R 44 Prüfsiegel |
| Gewichtsklasse, hier: Klasse I (9–18 kg)                              | ECE-R 44 Prüfsiegel |
| Genehmigungs-Land, hier: Niederlande (4)                              | ECE-R 44 Prüfsiegel |
| Prüfnummer, die ersten zwei Ziffern zeigen die Prüfnorm an, hier: 04… | ECE-R 44 Prüfsiegel |

| ECE-R 44 Prüfsiegel                                                   | ECE-R 44 Prüfsiegel |
| Kategorie, hier: Universal (mit Erwachsenengurt)                      | ECE-R 44 Prüfsiegel |
| Gewichtsklasse, hier: Klasse II bis III (15–36 kg)                    | ECE-R 44 Prüfsiegel |
| Genehmigungs-Land, hier: Frankreich (2)                               | ECE-R 44 Prüfsiegel |
| Prüfnummer, die ersten zwei Ziffern zeigen die Prüfnorm an, hier: 04… | ECE-R 44 Prüfsiegel |

Nach der ECE-Regelung Nr. 44 unterscheidet man Kindersitze hinsichtlich der Befestigung in vier Kategorien:
- „Universal“ (auf den meisten Positionen geeignet, Befestigung über Erwachsenengurt),
- „Eingeschränkt“ (spezielle Sitzposition, Befestigung über Erwachsenengurt),
- „Semi-Universal“ (zur Verwendung mit ISOFIX-Systemen) und
- „Spezielles Fahrzeug“.[2]

Außerdem unterscheidet die ECE-Regelung Nr. 44 fünf Gewichtsklassen, wobei die Klasse 0 (bis 10 kg) von der Klasse 0+ abgelöst wurde.
| Einteilung | Gewicht in kg | Sonstiges                                                                                               |
| ---------- | ------------- | --- |
| Klasse 0+  | < 13          | nur entgegen der Fahrtrichtung zulässig                                                                 |
| Klasse I   | 9 bis 18      | entgegen und in Fahrtrichtung möglich                                                                   |
| Klasse II  | 15 bis 25     | entgegen und in Fahrtrichtung möglich mit ISOFIX nur in Fahrtrichtung zulässig nur Sitzerhöhung möglich |
| Klasse III | 22 bis 36     | mit ISOFIX nur in Fahrtrichtung zulässig nur Sitzerhöhung möglich                                       |

Seit dem 8. April 2008 dürfen nur noch Kindersitze genutzt werden, die nach ECE 44/03 oder höher geprüft sind. Ob dies der Fall ist, erkennt man an den ersten zwei Ziffern der achtstelligen Zulassungsnummer auf dem orangefarbenen ECE-Prüfsiegel, denn diese zeigen die Prüfversion an. Beginnt die Nummer mit 01 oder 02, so ist der Sitz veraltet. Bei 03 oder 04 ist der Sitz zulässig, wobei 03 technisch gleichwertig mit 04 ist.

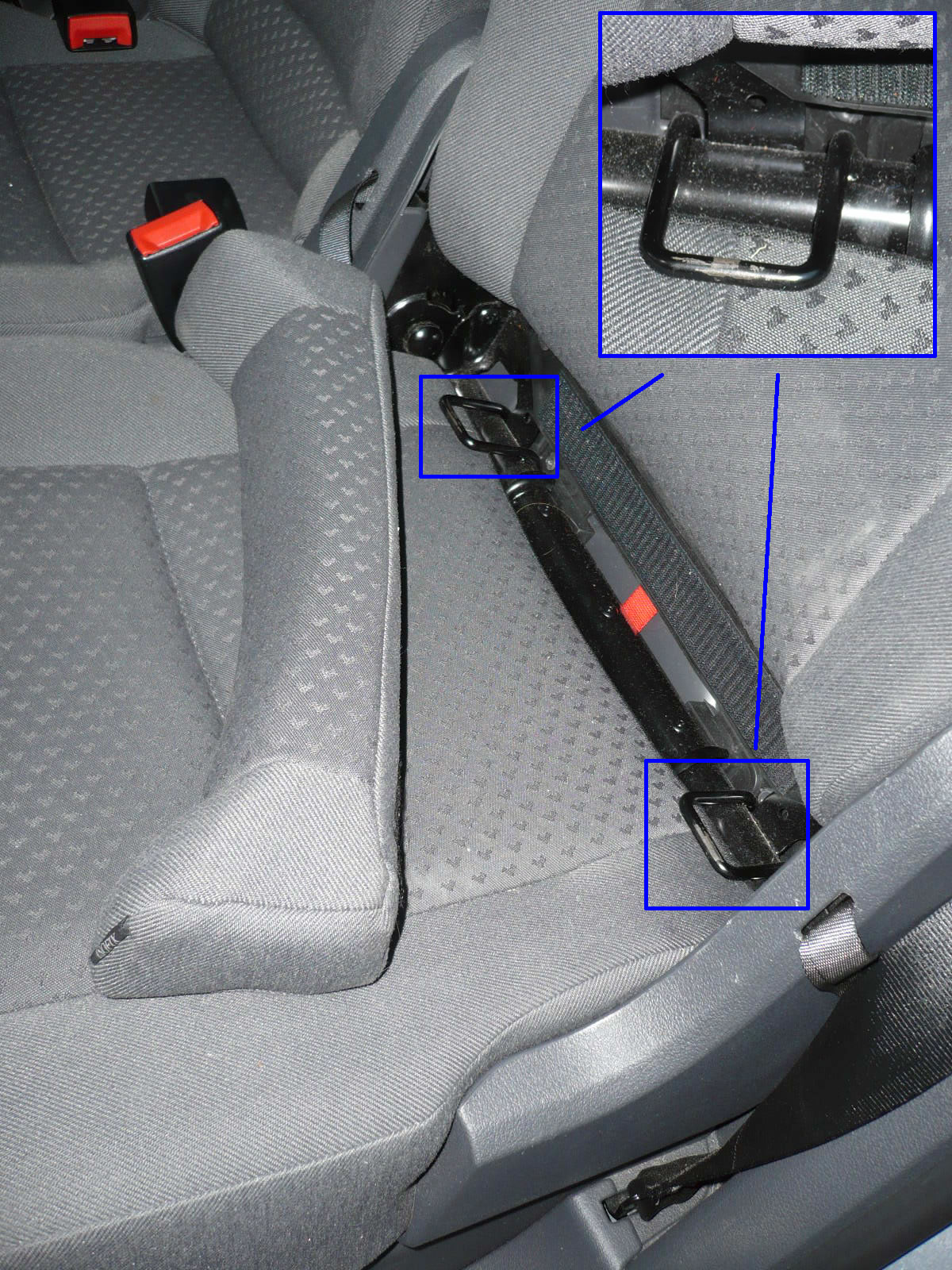
Isofix-Halteösen

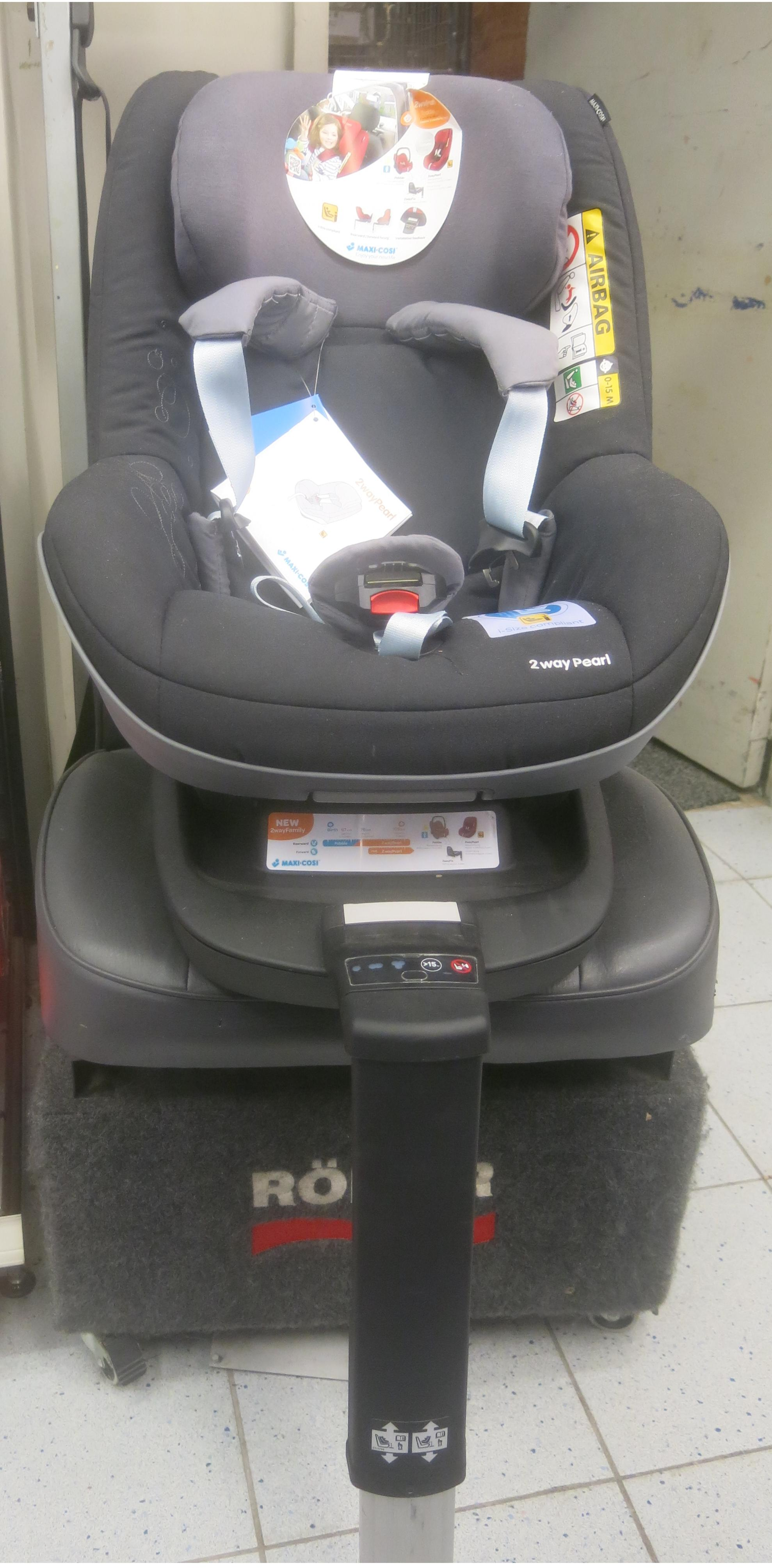
Kindersitz nach ECE-R 129 (I-Size) 76 bis 105 cm

#### ECE-R 129, weltweite Norm
Seit Langem war bekannt, dass ein durchschnittlich gebautes Kind von der Größe her deutlich früher aus dem Sitz herauswächst als es das Gewichtslimit erreicht. Am 9. Juli 2013 trat die ECE/UN-Regelung Nr. 129 in Kraft, die mittlerweile über 60 Länder unterzeichnet haben. Sie orientiert sich an der Größe des Kindes („i-Size“) und setzt zwingend eine Isofix-Befestigung voraus. Die Hersteller von Kindersitzen können dabei selbst festlegen, für welchen Größenbereich der Sitz geeignet ist. Ebenfalls dürfen nach dieser Regelung zertifizierte Kindersitze den Transport von Kindern in den ersten 15 Lebensmonaten nur rückwärts zulassen (entsprechend der Klasse 0+ der ECE-R 44). Diese neue Sitz-Norm wird die ECE-R 44 langfristig ersetzen.
| Einteilung  | Größe in cm   |
| ----------- | ------------- |
| Klasse Q0   | ≤ 60          |
| Klasse Q1   | 60 bis ≤ 75   |
| Klasse Q1.5 | 75 bis ≤ 87   |
| Klasse Q3   | 87 bis ≤ 105  |
| Klasse Q6   | 105 bis ≤ 125 |
| Klasse Q10  | > 125         |

Während im Oktober 2014 nur ein einziger Hersteller einen Kindersitz nach der ECE-R 129 („i-size“) mit Isofix und Stützfuß produziert hatte, werden im April 2016 bereits über 15 Babyschalen und Kindersitze bis 105 cm nach dem neuen Sicherheitsstandard verkauft. Im März 2018 kam der erste nach ECE-R 129-02 zugelassene Kindersitz für Kinder ab 100 cm auf den Markt.

### Einsatz, Gesetzliche Anforderungen, Regelungen und Sanktionen

#### USA
In den USA werden Kindersitze grundsätzlich nach dem NHTSA-Standard zertifiziert und jeder der 50 US-Bundesstaaten hat eigene Kindersicherungsregelungen.

#### Deutschland
Der Hersteller Storchenmühle brachte 1963 mit dem Modell „Nicki“ weltweit den ersten Auto-Kindersitz auf den Markt. 1989 wurde der „Reboard“-Sitz und 2001 das Isofix-System eingeführt.
Seit dem 1. April 1993 dürfen nach § 21 (1a) der Straßenverkehrs-Ordnung (StVO) Kinder bis zum vollendeten zwölften Lebensjahr, die kleiner als 150 cm sind, in Kraftfahrzeugen auf Sitzen, für die Sicherheitsgurte vorgeschrieben sind, nur mit Rückhalteeinrichtungen für Kinder (Kindersitze) mitgenommen werden.
Die Sicherungsquoten von Kindern in Kindersitzen überschritt 1990 die Marke von 90 Prozent und hat seit 2008 einen hohen Sicherungsanteil von 98 Prozent erreicht. Jedoch wird jedes fünfte Kind ab 6 Jahren [unzureichend] nur mit dem Erwachsenengurt (und Sitzerhöhung) gesichert. 2013 verunglückten in Deutschland 10.228 Kinder im Alter bis zu 15 Jahren als Insasse eines Pkw, davon wurden 1203 Kinder schwer verletzt und 25 Kinder getötet.
Der fehlerhafte Einbau von Kindersitzen und Fehler bei der Sicherung von Kindern ist, auch durch die Verwendung des Isofix-Systems, von über 50 Prozent (1995) auf 21 Prozent (2008) gesunken. Vor allem bei rückwärts gerichteten Babyschalen werden schwere Einbaufehler gemacht. Die Unfallforschung der Versicherer (UDV) hat zur Information und Unterstützung von Eltern die Broschüre Kinder sichern im Auto (deutsch) und Çocuğunuzun emniyeti sizin elinizde (türkisch) aufgelegt sowie ein 16-Minuten-Video entwickelt. Darin werden Hinweise zur richtigen Verwendung von Kindersitzen gegeben.
Wer ein Kind unter 12 Jahren, das kleiner als 150 cm ist, ohne Sicherung in einem Kfz mitnimmt oder nicht für eine Sicherung eines Kindes in einem Kfz sorgt, wird in der Regel mit einer Geldbuße von 60 Euro (bei mehreren Kindern 70 Euro) belegt und erhält 1 Punkt im Fahreignungsregister. In Fahrzeugen, die nicht mit Sicherheitsgurten ausgerüstet sind (weil diese bei Erstzulassung des Oldtimers nicht vorgeschrieben waren), dürfen Kinder unter drei Jahren nicht befördert werden. Kinder ab dem vollendeten dritten Lebensjahr, die kleiner als 150 cm sind, müssen in solchen Fahrzeugen auf dem Rücksitz befördert werden.
Ebenfalls nicht zulässig ist die Beförderung im nicht mehr zugelassenen Kindersitz der Prüfnormen ECE 44/01 oder ECE 44/02. Wird eine rückwärtsgerichtete Babyschale trotz aktivierten Airbags auf dem Beifahrersitz verwendet, droht ein Verwarnungsgeld in Höhe von 25 Euro. Darüber hinaus ist bei allen Fahrzeugen mit einem betriebsbereiten Airbag auf dem Beifahrersitz ein Warnhinweis (Plakette) an deutlich sichtbarer Stelle anzubringen. Fehlt der entsprechende Warnhinweis, so werden 5 Euro Verwarnungsgeld erhoben. Im Schadensfall können und werden seitens der Versicherung Anspruchsleistungen gemindert.
Ausgenommen von diesen Regelungen sind Omnibusse.

##### Empfehlung des DVR

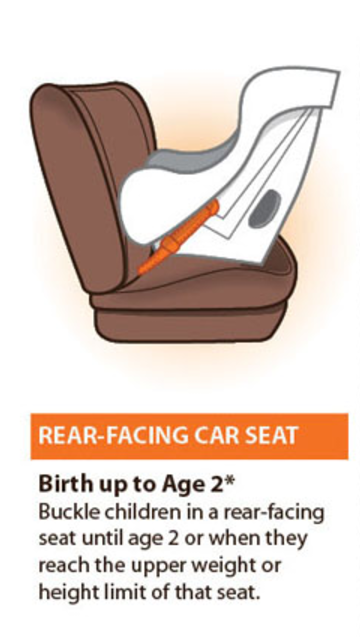
Rückwärtsgerichteter Kindersitz

Der Deutsche Verkehrssicherheitsrat empfiehlt vom Babyalter bis zum Ende der Kindersitzpflicht drei Kindersitzmodelle: Eine Babyschale der Klasse 0+, einen Kindersitz für Kleinkinder der Klasse I und einen Kindersitz für die Kindergarten- und Schulkinder der Klasse II/III.
- Bei der Klasse 0+ (bis 13 kg) gibt es aus Sicherheitsgründen zum rückwärtsgerichteten Transport keine Alternative. Erst wenn der Kopf des Kindes an den Schalenrand heranreicht, oder die Gurtführung laut Anleitung der Schale nicht mehr passend ist, ist das Kind aus seinem Sitz herausgewachsen.[30]
- Bei der Klasse I (9 bis 18 kg, ca. 9 Monate bis ca. 4 Jahre) ist das System des rückwärtsgerichteten Kindersitzes aus Sicherheitsgründen ideal. Bei den in Fahrtrichtung montierten Kindersitzen ist der Kindersitz mit Fangkörper (Tischchen) die zweitbeste Lösung, wobei hier im Falle eines Unfalls mit schweren Verletzungen im Bauchraum gerechnet werden muss.[31] Beim Fünfpunkt-Kindersitz in Fahrtrichtung halten bei einem Aufprall die Schultergurte den Oberkörper zwar fest, dabei können jedoch hohe Belastungen an der Halswirbelsäule auftreten.[32]
- Bei der Klasse II/III (15 bis 36 kg, ca. 4 Jahre bis 150 cm) wird von der Benutzung „einfacher Sitzerhöhungen“ dringend abgeraten. „Bei einem Seitenaufprall bieten sie dem Kind keinerlei Schutz.“[33][34]

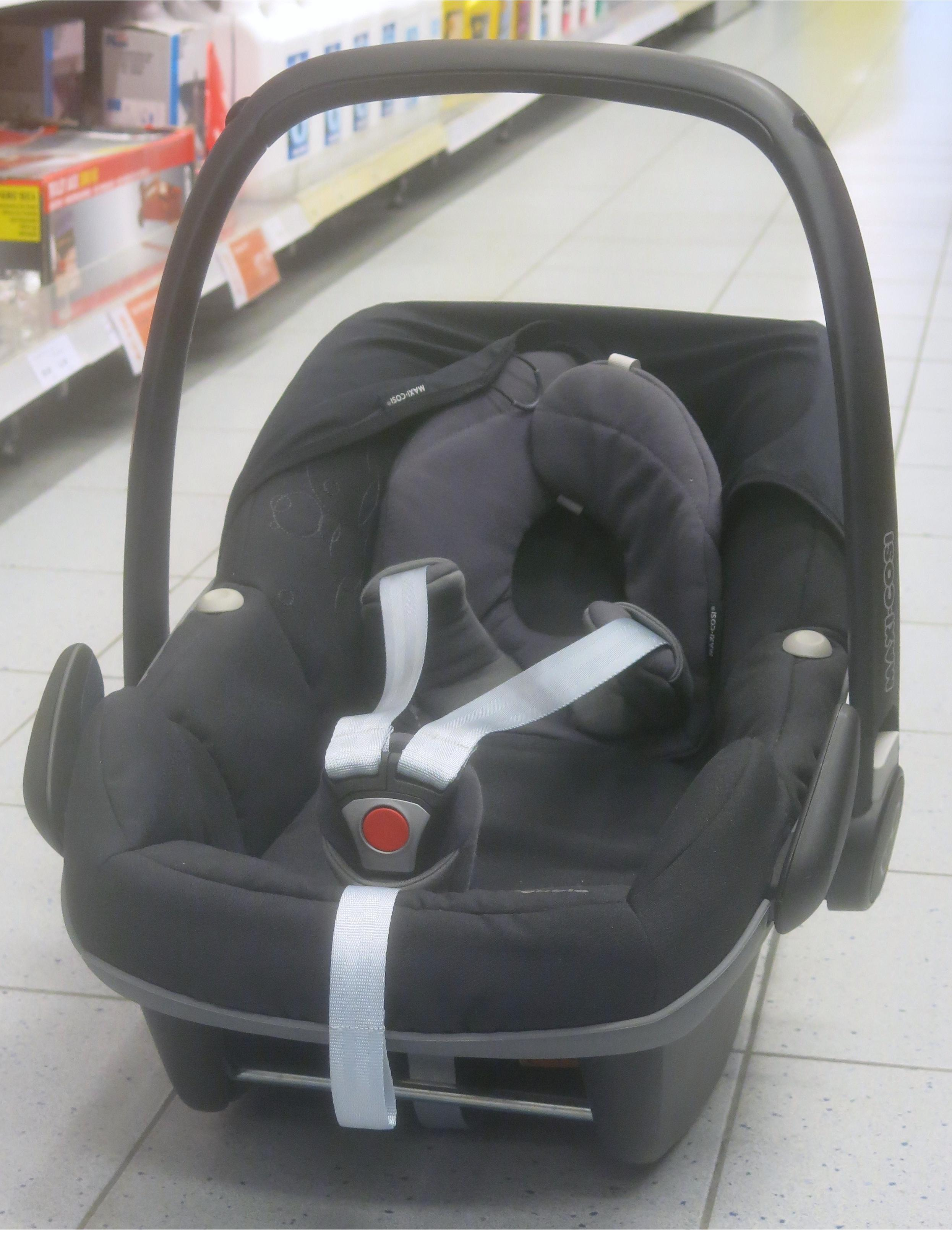
Kindersitz Klasse 0+ (bis 13 kg) ECE-R 44/04
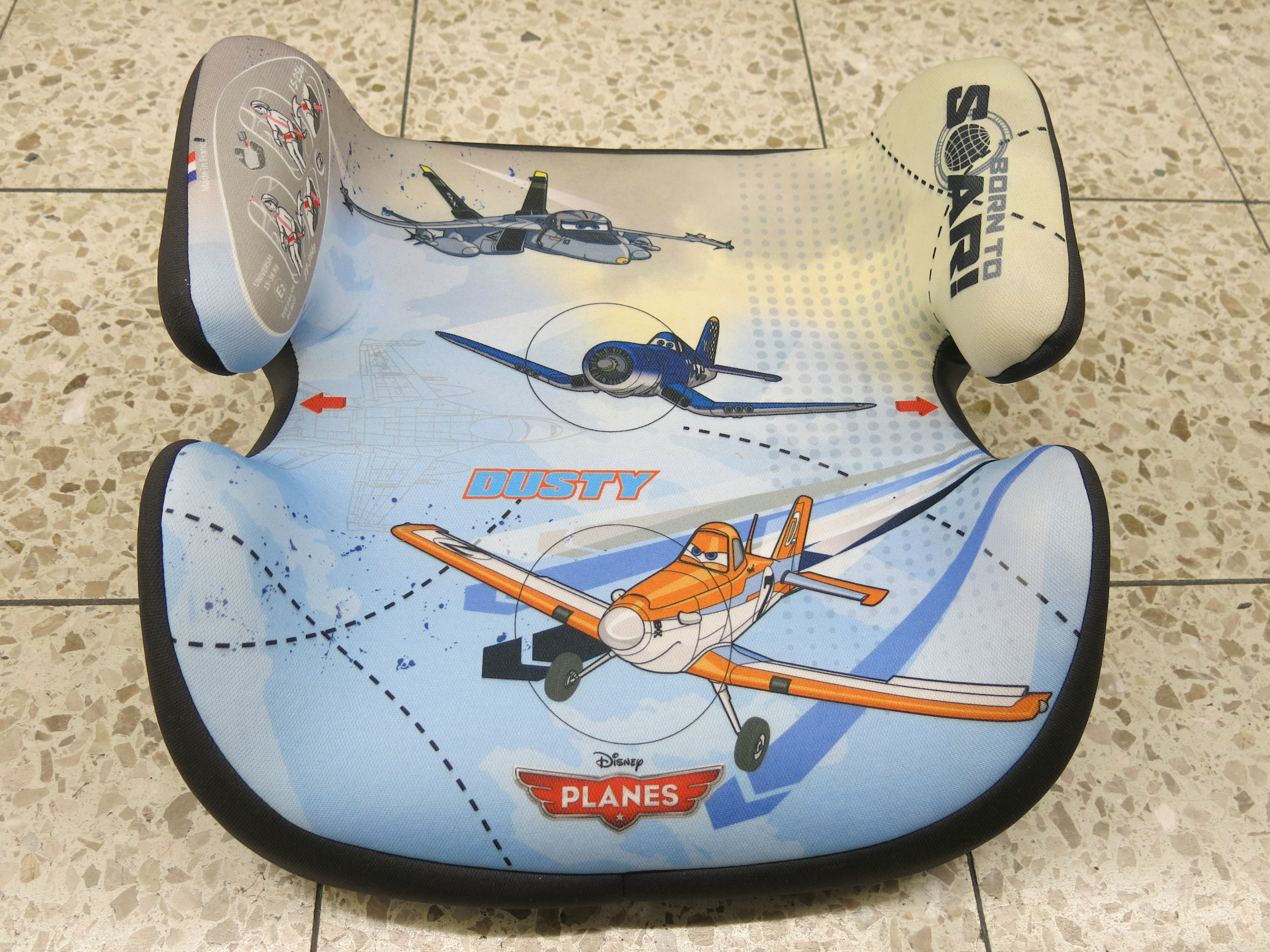
Kindersitz (Sitzerhöhung) Klasse II und III (15 bis 36 kg) ECE-R 44/04
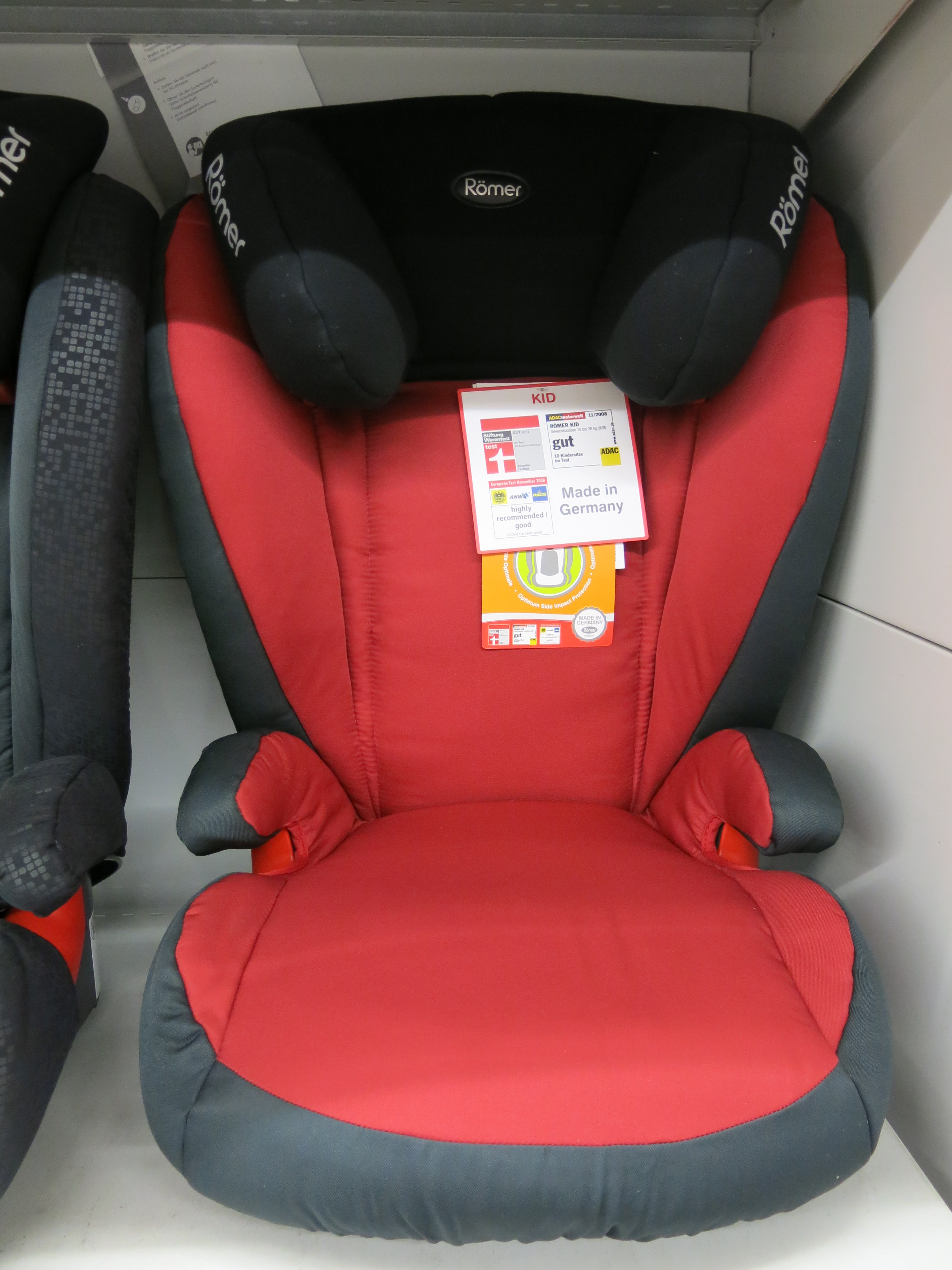
Kindersitz Klasse II und III (15 bis 36 kg) ECE-R 44/04

#### Schweiz
In der Schweiz müssen Kinder unter 12 Jahren seit dem 1. April 2010 im Auto in einem Kindersitz sitzen, wenn sie kleiner sind als 1,50 Meter. Der Kindersitz muss die Sicherheitsstandards der Version 03 des entsprechenden UNO-Abkommens (UN-ECE, Nr. 44) erfüllen. Bis anhin lag die Limite bei 7 Jahren, mit der Folge, dass Kinder, die zu diesem Zeitpunkt zwischen 7 und 12 Jahren alt waren, wieder Kindersitze verwenden mussten.

#### Europa
Allgemein dürfen in ganz Europa nur noch Kindersitze mit der Prüfnorm ECE-R44/03 oder ECE-R 44/04 verwendet werden.
Die Rückhalteeinrichtung muss in Ländern, in denen diese Prüfnorm gilt, so beschaffen sein, dass sie bei Zusammenstößen oder bei starker Verzögerung des Fahrzeuges die Verletzungsgefahr für das Kind verringert. Bei einer Frontalkollision mit 30 km/h wirken Kräfte auf den Körper, die dem 10-fachen des Körpergewichts entsprechen, bei 50 km/h dem 25-fachen des Körpergewichts. Damit wird deutlich, dass ein Kind auf dem Schoß eines Erwachsenen von diesem nicht festgehalten werden kann; selbst der Aufprall auf die Rückenlehne oder Kopfstütze des Vordersitzes würde schwere Verletzungen verursachen.
Kindersitze müssen amtlich genehmigt und für die Größe und das Gewicht des Kindes geeignet sein. Die amtliche Genehmigung erfolgt nach der ECE-Regelung Nr. 44 oder Nr. 129 auf Antrag durch den Hersteller.
Die Rückhaltesysteme sind nach ECE-R 44 so zu beschaffen, dass bei einem dynamischen Frontalaufprall von 50 km/h auf eine Barriere und einem Heckaufprall von 30 km/h eine Maximalbeschleunigung von höchstens 60g bei der Gurtbelastung und der Grenzwert von 1000 der Kopfbelastung, bestimmt nach der Regel des Head Injury Criterion, nicht überschritten werden darf. Die Regelung ECE-R 129 fordert darüber hinaus einen Belastungstest durch Seitenaufprall, bei dem die Beschleunigung höchstens 58g betragen darf.
Zur Regelung bis zu welcher Größe (oder Alter) die Kindersicherungspflicht mit Kindersitzen nach ECE-Norm besteht, haben die Länder unterschiedliche Regelungen getroffen:
| Land                   |                         | Größe in cm | Alter in Jahren | Gewicht in kg | Zusätzliche Informationen                                                                  |
| ---------------------- | ----------------------- | ----------- | --------------- | ------------- | ------------------------------------------------------------------------------------------ |
| Albanien               | Albanien                |             | 12              |               |                                                                                            |
| Belgien                | Belgien                 | 135         |                 |               |                                                                                            |
| Bosnien-Herzegowina    | Bosnien und Herzegowina | 150         | 12              |               | Nicht auf dem Vordersitz.                                                                  |
| Bulgarien              | Bulgarien               | 150         |                 |               | Kinder über 3 Jahre und unter 150 cm nicht auf dem Vordersitz.                             |
| Dänemark               | Danemark                | 135         |                 |               | Kinder über 3 Jahre und unter 135 cm nicht auf dem Vordersitz.                             |
| Deutschland            | Deutschland             | 150         | 12              |               |                                                                                            |
| Estland                | Estland                 | 150         | 12              |               |                                                                                            |
| Finnland               | Finnland                | 135         |                 |               |                                                                                            |
| Frankreich             | Frankreich              |             | 10              |               | Nicht auf dem Vordersitz.                                                                  |
| Griechenland           | Griechenland            | 135         | 12              |               |                                                                                            |
| Irland                 | Irland                  | 150         |                 | 36            |                                                                                            |
| Island                 | Island                  | 150         |                 |               |                                                                                            |
| Italien                | Italien                 | 150         | 12              |               | Für in Italien zugelassene Fahrzeuge muss ein Kindersitz mit Alarmsignal verwendet werden. |
| Kosovo ‡               | Kosovo                  |             | 5               |               | Unter 12 Jahren nicht auf dem Vordersitz.                                                  |
| Kroatien               | Kroatien                | 150         |                 |               |                                                                                            |
| Lettland               | Lettland                | 150         |                 |               |                                                                                            |
| Liechtenstein          | Liechtenstein           | 150         | 14              |               |                                                                                            |
| Litauen                | Litauen                 | 135         |                 |               | Kinder unter 12 Jahren auf dem Vordersitz nur im Kindersitz.                               |
| Luxemburg              | Luxemburg               | 150         | 17              |               | Bei mehr als 36 kg nur auf dem Rücksitz auch ohne Kindersitz.                              |
| Malta                  | Malta                   | 150         | 12              |               |                                                                                            |
| Monaco ‡               | Monaco                  |             | 10              |               | Nicht auf dem Vordersitz.                                                                  |
| Montenegro             | Serbien                 |             | 12              |               | Nicht auf dem Vordersitz.                                                                  |
| Niederlande            | Niederlande             | 135         | 18              |               |                                                                                            |
| Nordmazedonien         | Nordmazedonien          |             | 12              |               |                                                                                            |
| Norwegen               | Norwegen                | 135         |                 |               |                                                                                            |
| Österreich             | Osterreich              | 135         | 14              |               |                                                                                            |
| Polen ‡                | Polen                   | 150         | 12              |               |                                                                                            |
| Portugal               | Portugal                | 135         | 12              |               |                                                                                            |
| Rumänien               | Rumänien                | 150         | 12              |               |                                                                                            |
| Schweden               | Schweden                | 135         |                 |               |                                                                                            |
| Schweiz ‡              | Schweiz                 | 150         | 12              |               |                                                                                            |
| Serbien ‡              | Serbien                 | 135         |                 |               | Kinder unter 12 Jahren nicht auf dem Vordersitz. *                                         |
| Slowakei               | Slowakei                | 150         | 12              |               | Nicht auf dem Vordersitz.                                                                  |
| Slowenien              | Slowenien               | 150         | 12              |               |                                                                                            |
| Spanien                | Spanien                 | 135         | 18              |               | Nicht auf dem Vordersitz.                                                                  |
| Tschechien             | Tschechien              | 150         | 12              |               |                                                                                            |
| Türkei                 | Turkei                  | 150         |                 | 36            | Nicht auf dem Vordersitz.                                                                  |
| Ungarn                 | Ungarn                  | 150         |                 |               | Kinder unter 12 Jahren nicht auf dem Vordersitz.                                           |
| Vereinigtes Königreich | Vereinigtes Konigreich  | 135         | 12              |               |                                                                                            |
| Zypern                 | Zypern Republik         | 150         | 12              |               | Kinder unter 5 Jahren nicht auf dem Vordersitz.                                            |

### Beckengurt
Auch auf Sitzplätzen, die lediglich mit einem Beckengurt ausgestattet sind (z. B. der Mittelsitz auf der hinteren Sitzbank bei Pkw vor Erstzulassung Juli 2004), ergibt die Verwendung eines erhöhenden Kindersitzes Sinn. Hier ist besonders auf eine Sitzerhöhung mit seitlicher Führung zu achten, da sonst der Beckengurt im Falle eines Unfalles nach oben rutschen kann. Allerdings ist es nach § 21 Abs. 1a Satz 2 StVO zulässig, ein Kind ab dem vollendeten dritten Lebensjahr ohne Kindersitz auf einem solchen nur mit Beckengurt gesicherten Sitzplatz zu transportieren, wenn andere Möglichkeiten zur Befestigung eines Kindersitzes (z. B. auf dem Beifahrersitz) ausgeschöpft sind. Dies sollte aber absolut vermieden werden.

### Drei Kindersitze im Fond
Drei Kindersitze sind in Kfz-Fonds generell nicht problemlos montierbar: Häufig sind nur die äußeren Sitze im Fond mit Isofix-Ankerpunkten für Kindersitze ausgestattet. Auch wenn die Rückbank breit genug ist, so macht häufig die Form der Rückbank mit einem dicken Höcker in der Mitte oder stark ausgeprägte Lehnen sowie im Polster verdeckte Gurtschlösser die Montage von drei Kindersitzen im Fond unmöglich.
Im März 2007 hat die Zeitschrift Auto Bild 152 Pkw mit dem Ergebnis überprüft, dass sich in nur 21 Pkw drei Sitze nebeneinander montieren ließen, bei 29 weiteren passten drei Kindersitze knapp auf die Rückbank und waren schwierig zu montieren. Bei der Auswahl der Kindersitze muss deshalb auf Gurtausrüstung und Platzangebot Rücksicht genommen werden. Der Touring Club Schweiz veröffentlicht regelmäßig eine Übersicht, ob gängige Modelle für drei Kindersitze geeignet sind.
Zu beachten ist, dass bei einigen Fahrzeugen zwar drei Kindersitze in der zweiten Sitzreihe montiert werden können, dies aber in der Betriebsanleitung nicht genehmigt wird (z. B. Opel Zafira Tourer, Mitsubishi ASX).